# Typisch (documentairereeks)
Typisch, ook geschreven als Typisch...!, is een reeks documentaireseries van de Nederlandse publieke omroepen BNNVARA en EO die van 2018 tot en met  2021 werd uitgezonden. Het programma werd elke doordeweekse dag (behalve vrijdag) in de vooravond uitgezonden op NPO 2. Elke serie bestaat uit een aantal afleveringen over een specifiek gebied waarin inwoners worden geportretteerd. De gebieden zijn vaak wijken of buurten, maar ook plaatsen, gemeenten en streken komen in de series voor.

## Series

### Seizoen 2017-2018
| Naam serie                                            | Gebied                                         | Uitzenddata                                                    | Omroep  |
| Typisch Wielenpôlle Typisch Wielenpôlle: Verkiezingen | Wielenpôlle, buurt in Leeuwarden               | 22 januari 2018 — 8 februari 2018 5 maart 2018 — 13 maart 2018 | BNNVARA |
| Typisch Tuinzigt Typisch Tuinzigt: Verkiezingen       | Tuinzigt, wijk in Breda                        | 12 februari 2018 — 1 maart 2018 14 maart 2018 — 22 maart 2018  | EO      |
| Typisch Kleiburg                                      | Kleiburg, flatgebouw in Amsterdam-Zuidoost     | 26 maart 2018 — 12 april 2018                                  | BNNVARA |
| Typisch Tubbergen                                     | Tubbergen, gemeente in de provincie Overijssel | 16 april 2018 — 3 mei 2018                                     | EO      |
| Typisch Overvecht                                     | Overvecht, wijk in de stad Utrecht             | 7 mei 2018 — 24 mei 2018                                       | BNNVARA |

### Seizoen 2018-2019
| Naam serie                     | Gebied                                                             | Uitzenddata                          | Omroep  |
| Typisch Katwijk                | Katwijk, gemeente in de provincie Zuid-Holland                     | 3 september 2018 — 20 september 2018 | EO      |
| Typisch Oosterend - Texel      | Oosterend, dorp op het eiland Texel                                | 24 september 2018 — 11 oktober 2018  | BNNVARA |
| Typisch Bloemenbuurt           | Bloemenbuurt, buurt in Amersfoort                                  | 15 oktober 2018 — 1 november 2018    | EO      |
| Typisch Zevenkamp - Rotterdam  | Zevenkamp, wijk in Rotterdam                                       | 5 november 2018 — 22 november 2018   | BNNVARA |
| Typisch Klarendal              | Klarendal, wijk in Arnhem                                          | 26 november 2018 — 13 december 2018  | EO      |
| Typisch Thorn                  | Thorn, stadje in de provincie Limburg, bekend als het witte stadje | 21 januari 2019 — 7 februari 2019    | BNNVARA |
| Typisch Veluwe                 | Veluwe, bosrijke streek in de provincie Gelderland                 | 11 februari 2019 — 28 februari 2019  | EO      |
| Typisch Heemstede              | Heemstede, plaats in de provincie Noord-Holland                    | 4 maart 2019 — 21 maart 2019         | BNNVARA |
| Typisch Marken                 | Marken, schiereiland in het Markermeer                             | 1 april 2019 — 18 april 2019         | EO      |
| Typisch Zeewolde               | Zeewolde, gemeente in de provincie Flevoland                       | 22 april 2019 — 9 mei 2019           | BNNVARA |
| Typisch: hoe is het nu met...  | Heel Nederland; oude bekenden uit vorige series                    | 13 mei 2019 — 16 mei 2019            | BNNVARA |
| Typisch Tuinzigt: Verkiezingen | Tuinzigt, wijk in Breda                                            | 20 mei 2019 — 23 mei 2019            | EO      |

### Seizoen 2019-2020
| Naam serie               | Gebied                                                                                             | Uitzenddata                          | Omroep     |
| Typisch Vinkeveen        | Vinkeveen, dorp onder de rook van Amsterdam                                                        | 9 september 2019 — 26 september 2019 | EO         |
| Typisch Groesbeek        | Groesbeek, plaats in de provincie Gelderland                                                       | 30 september 2019 — 17 oktober 2019  | BNNVARA    |
| Typisch Land van Hulst   | Land van Hulst, een gebied in Zeeuws-Vlaanderen                                                    | 21 oktober 2019 — 7 november 2019    | EO         |
| Typisch Bellingwolde     | Bellingwolde, dorp in de provincie Groningen                                                       | 11 november 2019 — 28 november 2019  | BNNVARA    |
| Typisch Dwingeloo        | Dwingeloo, dorp in de provincie Drenthe                                                            | 2 december 2019 — 19 december 2019   | EO         |
| Typisch Moerdijk         | Moerdijk, dorp in Noord-Brabant                                                                    | 20 januari 2020 — 6 februari 2020    | BNNVARA    |
| Typisch Zwarte Water     | Langs de oevers van het Zwarte Water, rivier in Overijssel                                         | 10 februari 2020 — 27 februari 2020  | EO         |
| Typisch Zuilen           | Zuilen, wijk in de stad Utrecht                                                                    | 2 maart 2020 — 19 maart 2020         | BNNVARA    |
| Typisch Thuis            | Heel Nederland; afleveringen in het teken van de coronacrisis, met oude bekenden uit vorige series | 23 maart 2020 — 16 april 2020        | EO/BNNVARA |
| Typisch Apeldoorn        | Apeldoorn, stad in de provincie Gelderland                                                         | 20 april 2020 — 12 mei 2020          | EO         |
| Typisch Nieuw Den Helder | Nieuw-Den Helder, wijk in Den Helder                                                               | 13 mei 2020 — 2 juni 2020            | BNNVARA    |

### Seizoen 2020-2021
| Naam serie                  | Gebied                                              | Uitzenddata                                      | Omroep  |
| Typisch Buitenhof           | Buitenhof, wijk in Delft                            | 31 augustus 2020 — 17 september 2020             | EO      |
| Typisch Muiden              | Muiden, vestingstad in de provincie Noord-Holland   | 21 september 2020 — 8 oktober 2020               | BNNVARA |
| Typisch Betuwe              | Betuwe, streek in de provincie Gelderland           | 12 oktober 2020 — 29 oktober 2020                | EO      |
| Typisch Renesse             | Renesse, badplaats in de provincie Zeeland          | 2 november 2020 — 19 november 2020               | BNNVARA |
| Typisch Achterhoek          | Achterhoek, streek in de provincie Gelderland       | 23 november 2020 — 10 december 2020              | EO      |
| Typisch Helmond-West        | Helmond-West, wijk in Helmond                       | 11 januari 2021 - 28 januari 2021                | BNNVARA |
| Typisch Utrechtse Heuvelrug | Utrechtse Heuvelrug, streek in de provincie Utrecht | 1 februari 2021 - 18 februari 2021               | EO      |
| Typisch Den Dolder          | Den Dolder, dorp in de provincie Utrecht            | 22 februari 2021 - 4 maart 2021 15-18 maart 2021 | BNNVARA |
| Typisch Emmen               | Emmen, gemeente in de provincie Drenthe             | 22 maart 2021 - 12 april 2021                    | EO      |
| Typisch Leiden              | Leiden, stad in de provincie Zuid-Holland           | 13 april 2021 - 3 mei 2021                       | BNNVARA |
| Typisch Harderwijk          | Harderwijk, stad in de provincie Gelderland         | 5 mei 2021 - 24 mei 2021                         | EO      |

### Seizoen 2021-2022
| Naam serie                | Gebied                                                       | Uitzenddata                          | Omroep  |
| Typisch Ecowijk Culemborg | Lanxmeer, wijk in Culemborg                                  | 30 augustus 2021 — 16 september 2021 | BNNVARA |
| Typisch Bollenstreek      | Bollenstreek, streek in de provincies Zuid- en Noord-Holland | 20 september 2021 — 7 oktober 2021   | EO      |
| Typisch Lemmer            | Lemmer, dorp aan het IJsselmeer in de provincie Friesland    | 11 oktober 2021 — 28 oktober 2021    | BNNVARA |
| Typisch Dordt             | Dordrecht, stad in de provincie Zuid-Holland                 | 1 november 2021 — 18 november 2021   | EO      |
| Typisch Eijsden           | Eijsden, dorp in het zuiden van de provincie Limburg         | 22 november 2021 — 9 december 2021   | BNNVARA |